# Chelonopsis cashmerica
Chelonopsis cashmerica là một loài thực vật có hoa trong họ Hoa môi. Loài này được (Mukerjee) Hedge mô tả khoa học đầu tiên năm 1990.